# Taklon
Taklon je hladké, měkké a křehké syntetické vlákno. Jedná se o derivát polyesteru bez proteinů a alergenů, proto se používá zejména v kosmetice při výrobě hypoalergenních syntetických vláken štětců, kde nahrazuje přírodní štětiny (zvířecí chlupy). 

## Historie
Společnost DuPont vyvinula výrobní proces taklonu, při němž je polyesterové vlákno extrudováno a zužuje se do jemné špičky. Firma Toray Chemical Co. z japonské Ósaky získala práva na jeho výrobu. Taklon byl původně navržen tak, aby napodobil charakteristiky přírodních sobolích chlupů.

## Použití v kosmetických a uměleckých štětcích
Taklonové štětce jsou hygieničtější než štětce z přírodních štětin. Přírodní chlupy mají nepravidelný povrch a zadržují v sobě odumřelé buňky, bakterie a chemikálie (zbytky kosmetických výrobků). Ani jejich čištěním nemusí dojít k odstranění těchto částic. Z tohoto důvodu se doporučuje pravidelné čištění a dezinfekce kosmetických štětců, aby se zabránilo podráždění pokožky. Taklon postrádá tyto nepravidelnosti povrchu, což usnadňuje čištění. Tím se snižuje možnost podráždění kůže. 
Taklon se vyrábí v několika velikostech, od 0,08 mm do 0,15 mm, které napodobují vlasy a 0,20 mm nebo kančí štětiny. Průměr ovlivňuje tuhost štětce. Variabilita průměrů taklonových vláken vytváří větší prostor mezi vlákny, takže štětec pobere více tekutiny (make-upu, barvy – nejčastěji akvarelu). Bývá k dispozici v bílé, nebo zlaté barvě. Bílý taklon je považován za nejčistší formu.[kým?] Taklonová vlákna se však dají nabarvit.